# NGC 3164
NGC 3164 је спирална галаксија у сазвежђу Велики медвед која се налази на NGC листи објеката дубоког неба.
Деклинација објекта је + 56° 40' 20" а ректасцензија 10h 15m 11,5s. Привидна величина (магнитуда) објекта NGC 3164 износи 13,6 а фотографска магнитуда 14,5. NGC 3164 је још познат и под ознакама UGC 5527, MCG 10-15-36, CGCG 290-18, PGC 29928.